# Абхазька Вікіпедія
Абхазька Вікіпедія (абх. Авикипедиа) — розділ Вікіпедії абхазькою мовою. Створена у 2008 році. Абхазька Вікіпедія станом на 26 березня 2025 року містить 6431 статтю, 22 463 зареєстрованих користувачів, 36 активних дописувачів, 2 адміністраторів
. Загальна кількість сторінок в абхазькій Вікіпедії — 30 610, редагувань — 151 800, завантажених файлів — 9
. Глибина (рівень розвитку мовного розділу) абхазької Вікіпедії середня і становить 70.1 пунктів
.

## Історія
- Вересень 2008 — створена 100-та стаття[2].
- Серпень 2010 — створена 500-та стаття[3].
- Вересень 2017 — створена 3000-на стаття[2].